# Herrada (recipiente)

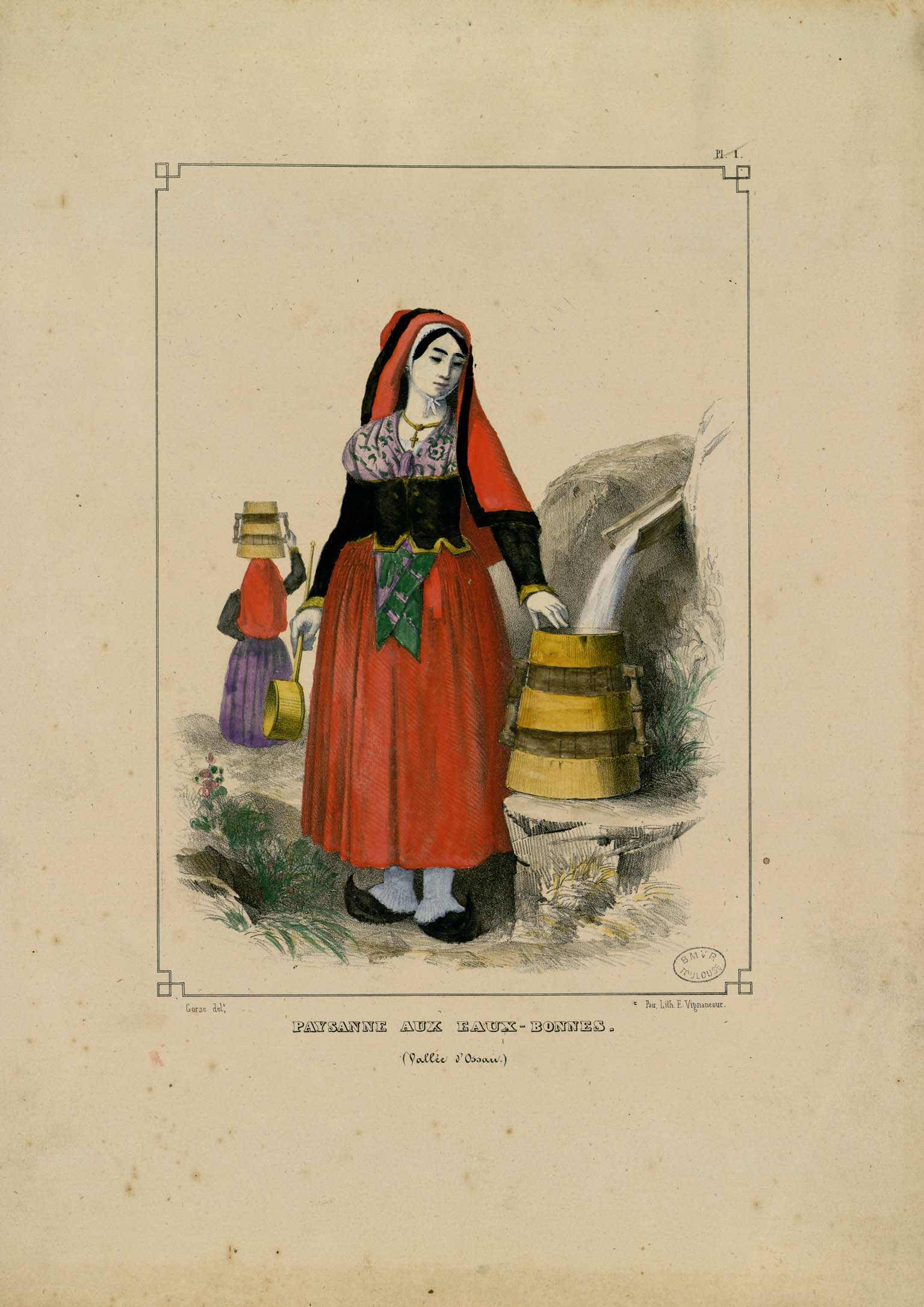
Mujeres de Eaux-Bonnes, en el Valle de Ossau, llenando la herrada y portándola sobre la cabeza

Herrada, herradón, colodra o tarro de ordeño, denominan a una familia de recipiente usados preferentemente para acarrear líquidos y ordeñar (vacas, ovejas, cabras, yeguas). Pueden estar fabricados en obra de barro, en madera o en aleaciones metálicas (latón, zinc, aluminio, hierro cubierto de esmaltes cerámicos).
Su perfil de tronco de cono invertido es uno de sus rasgos distintivos. En los modelos de arcilla suele presentar una o dos asas; la boca se abre en un pico vertedero o escotadura más o menos grande o pronunciada, para facilitar el vertido del líquido contenido. En los ejemplares de madera dispone de dos asas laterales enfrentadas o bien un asa semicircular movible, como en los baldes tradicionales.

## Usos

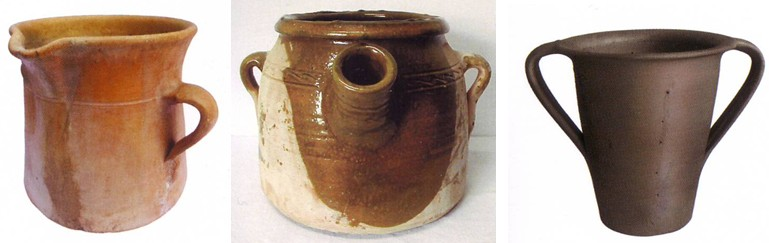
Recipientes de la alfarería tradicional española usados para ordeñar, almacenar, conservar o tratar leche de cabra, oveja y ganado mayor, y sus derivados: suero, queso, requesón, nata, etc. De izq. a dcha: herrada de Lloseta (Mallorca), jarro de ordeño de Segorbe (Castellón), y quesera asturiana, alfarería negra de Llamas del Mouro (Cangas de Narcea).

Además de su uso popular como vasija para acarrear el agua –como el cántaro tradicional, la pedarra vasca o la sella,– la herrada es típica en las culturas de pastoreo (ovejas, cabras) y explotación de ganado vacuno, como recipiente de ordeño. Por su parte, la colodra, según advierte el DRAE, además de tarro de ordeño, también se usó como medida para la venta de vino a granel.

## Etimología y léxico
Herrada, de «ferrata-ferratus» (herrado), es voz latina recogida por Nebrija en su Diccionario latino-español (1492). Otros nombres de recipientes para el ordeño de la familia de la herrada son, por ejemplo, las "radas", ferradas o farradas, «caballets», "cañadones", sellas (de la "seille", barreño francés), "muñideras", tofios canarios.

## Iconografía y tipos

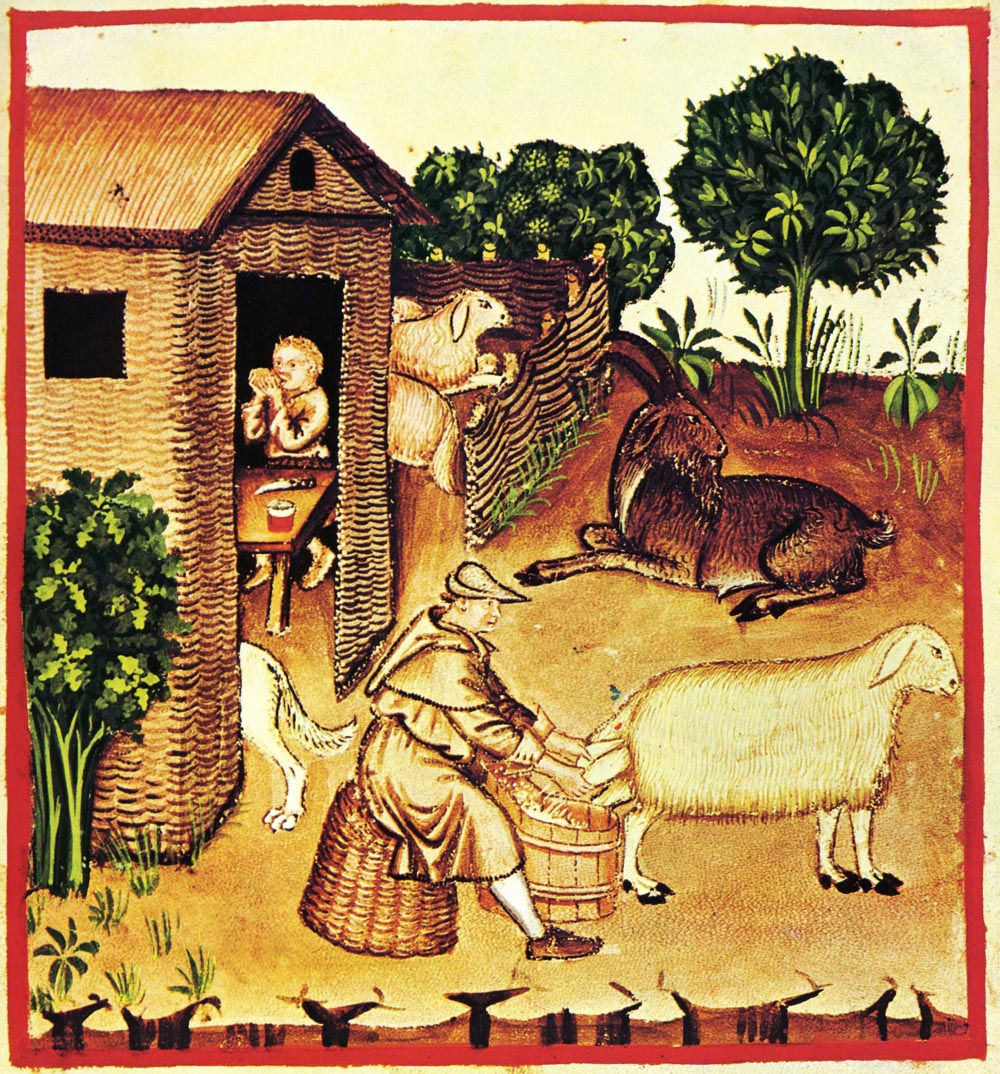
Ilustración del "Tacuinum Sanitatis" (siglo XIV). Biblioteca Casanatensis, Roma).
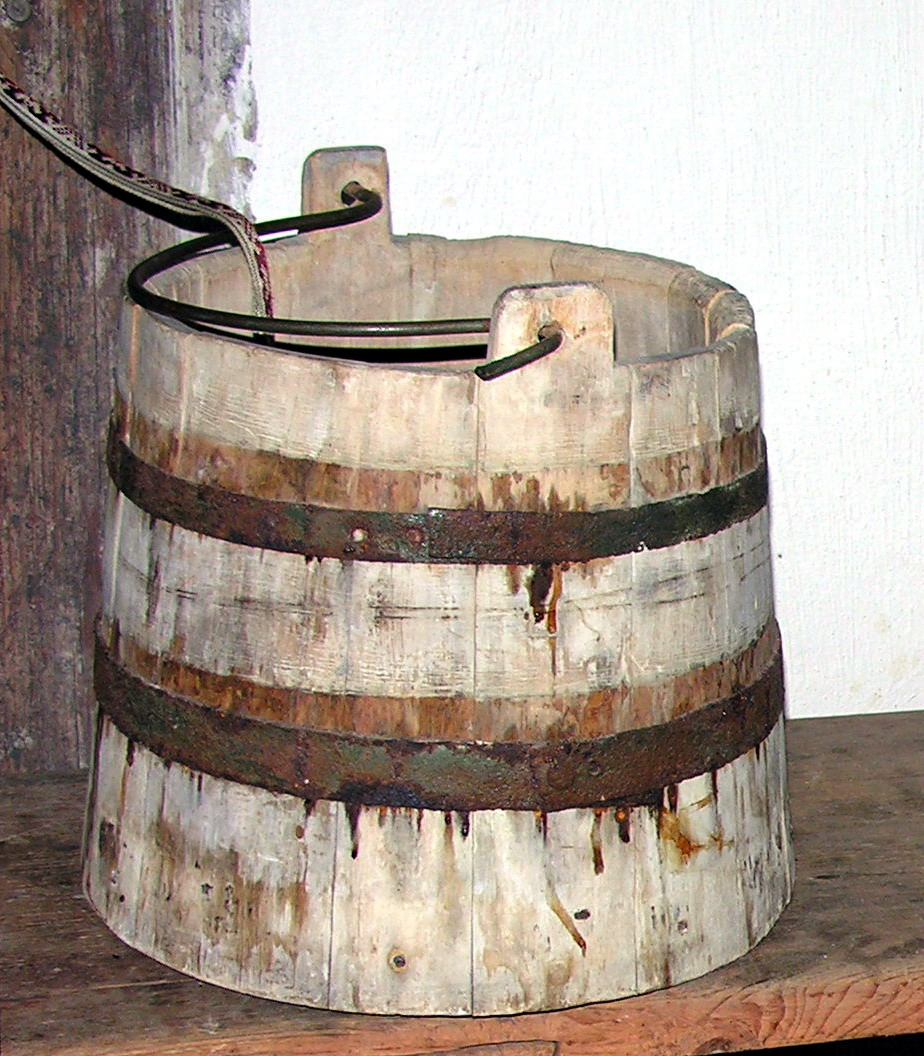
Cubeta griega de madera.
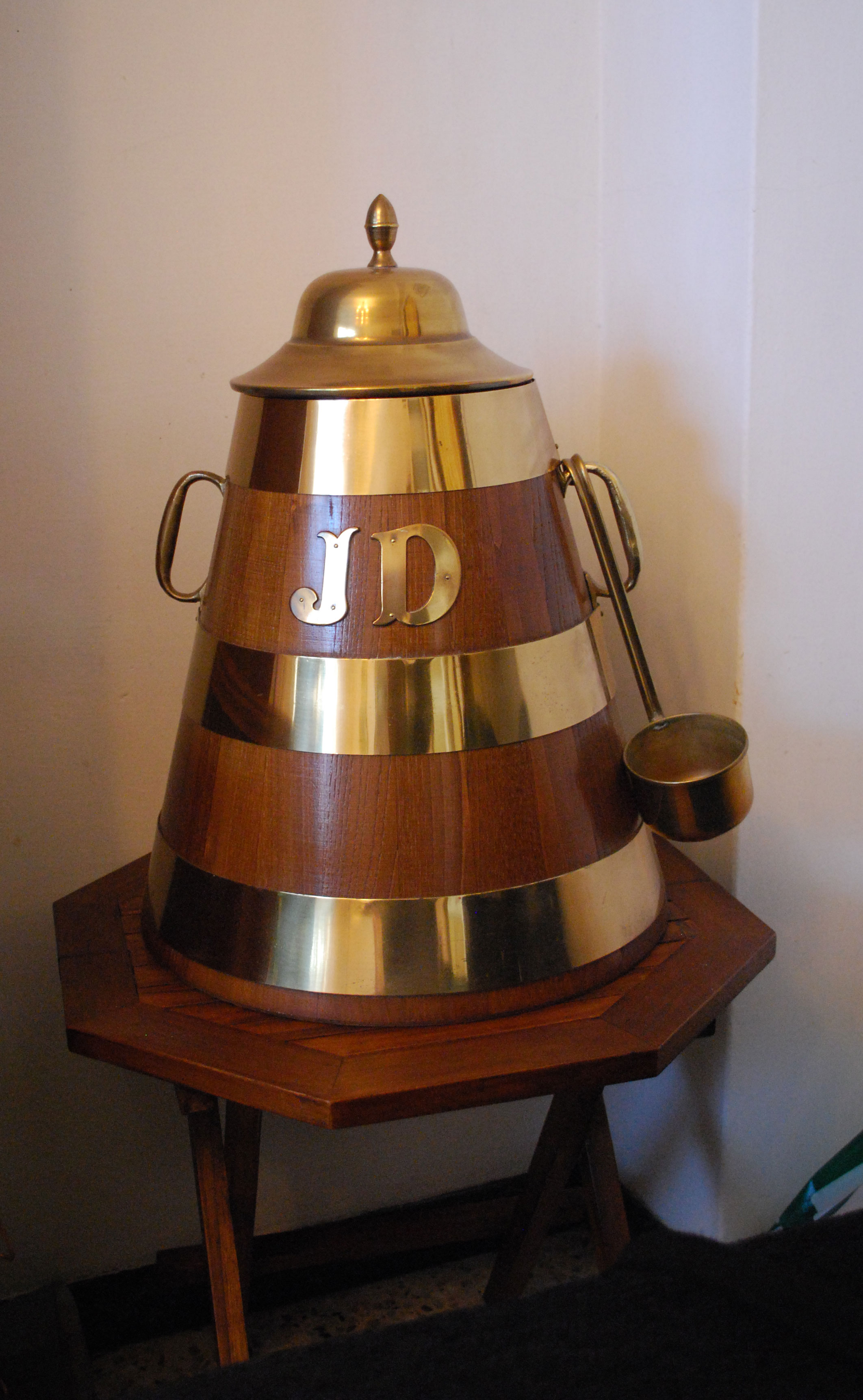
Sella de la Ría de Betanzos (Galicia).
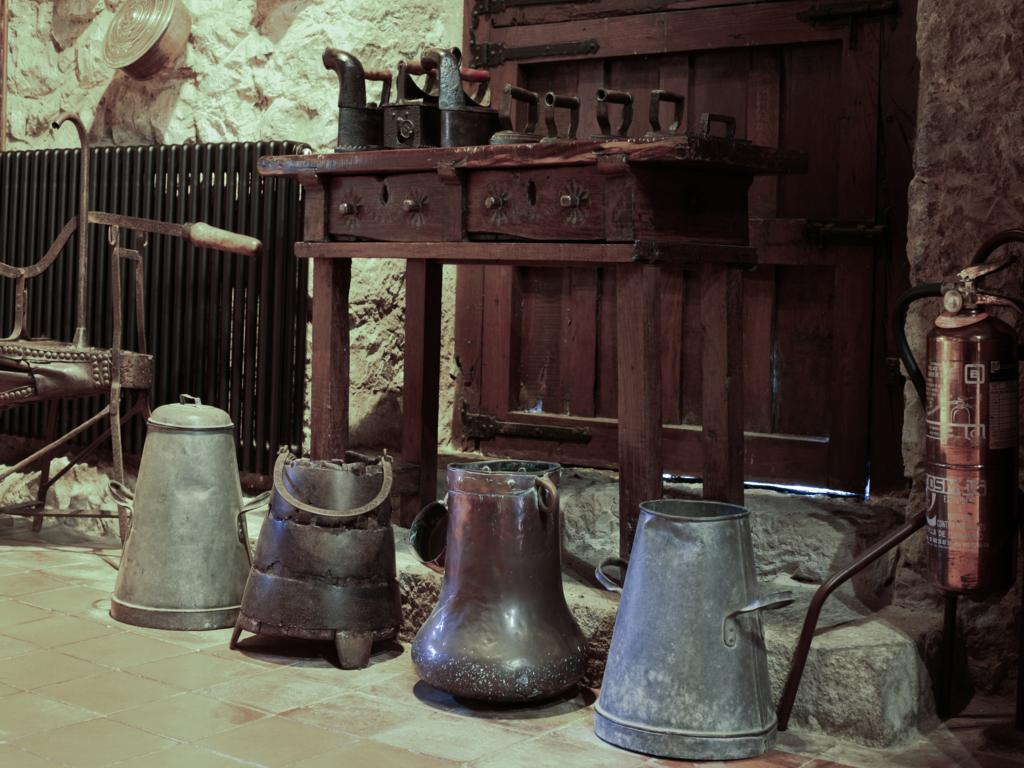
Tipos en el Museo Etnográfico de Cantabria.